# Обей, Люсьен
Люсье́н Обей (фр. Lucien Aubey; род. 24 мая 1984, Браззавиль) — конголезский футболист, который играл на позиции защитника.

## Карьера
Родился в Браззавиле, Республика Конго. Играл за французский футбольный клуб «Тулуза», а затем присоединился к футбольному клубу «Ланс». 18 января 2008 года перешёл в клуб английской Премьер-лиги «Портсмут» на правах аренды до конца сезона, где сыграл лишь несколько матчей и по итогу не был куплен английским клубом.
5 августа 2008 года присоединился к футбольному клубу «Ренн», подписав контракт на три года. Турецкий футбольный клуб «Сивасспор» фактически завершил сделку по покупке центрального защитника у «Ренна». Он подписал контракт до июня 2011 года с возможностью продления ещё на один год.

## Международная карьера
В 2006 году выступал за молодёжную сборную Франции до 21 года на чемпионате Европы по футболу среди молодёжных команд. 12 августа 2009 года дебютировал за футбольную сборную Республики Конго в товарищеском матче против сборной по футболу Марокко.